# 阿维利
阿维利（法語：Avully）是瑞士日内瓦州的一个镇，位于罗纳河的左岸，日内瓦市区的西南方，向西与法国安省接壤。

## 历史
阿维利的名称最早于1220年见诸文献。经过多次易主，1749年8月15日，根据《巴黎条约》，阿维利被法国让与日内瓦。

## 外部連結
- （法文）阿维利官方网站 （页面存档备份，存于）